# 夏台鳳
夏台鳳（1949年8月3日—），台灣女演員、歌手及主持人，曾獲第8屆金馬獎最佳女配角。

## 生平
夏台鳳原籍浙江，畢業於育達商職。1967年參加台視舉辦的歌唱比賽獲得第一名，加入台視為基本歌星。她在《群星會》中演出，並於1970年台視春節特別節目中為白嘉莉幕後代唱，還主演臺灣省電影製片廠和獨立製片公司數十部影片，主持、影、視、歌四棲，相當受歡迎。1972年夏台鳳演出《歌聲魅影》，奪得金馬獎最佳女配角與亞太影展最有前途新人獎。
夏台鳳1974年與歌星鄒森（本名鄒忠禮）結婚，並育有一子鄒少官；夏台鳳與鄒森於1987年離婚。其後夏台鳳赴美，結識學者何平南，並於1989年與之再婚；兩人2004年移居上海，經營紅酒生意。夏台鳳2005年演出電視劇《真爱之百萬新娘》貴氣惡婆婆形象鮮明，2009年參加電視真人秀《舞林大會》亦表現不俗，獲得不少中國大陸演出機會。

## 演出作品

### 電影
- 小鎮春回（1969）
- 春宵花弄月（1970）...李綺蓮
- 百萬新娘（1970）...蘭蘭
- 歌聲魅影（1970）
- 家花總比野花香（1971）
- 小人物出頭記（1971）
- 騙術大王（1971）
- 傻大姐（1972）
- 小姨懷春（1975）
- 少女小漁（1995）
- 面子（2004）
- 藍色矢車菊（2011）

### 電視劇
- 台視劇場《閣樓上的怪人》（1978）
- 《恩義情天》飾任蘭英（1978）
- 秋水長天（1980）
- 風滿樓情滿樓（1983）
- 苦心蓮（1984）
- 花落春猶在（1985）
- 我心深處（1986）
- 三個女人的故事
- 楊貴妃傳奇（1986）
- 玫瑰人生（1987）
- 佳人有約（1989）
- 悲歡歲月（1988）
- 四十有夢（2002）
- 真愛之百萬新娘（2005）
- 鬥牛要不要（2007）
- 真愛諾言（2008）
- 回家的誘惑（2010）
- 杜拉拉升職記（2010）
- 薛平貴與王寶釧（2012）
- 愛情悠悠藥草香（2013）
- 全民公主（2013）
- 百萬新娘之愛無悔（2013）
- 我在锡林郭勒等你（2015）
- 最佳前男友（2015）
- 爱让我们在一起（2014拍攝，待播出）

## 主持節目
- 台視《歌星之夜》
- 台視《歌唱全壘打》
- 台視《彩虹之歌》
- 台視《知音何處》
- 紐約世界電視綜藝節目（1990-2001）
- 紐約世界電視全美十三州歌唱大賽（1995-2000）

## 外部連結
- 夏台鳳在互联网电影资料库（IMDb）上的資料（英文）（英文）(Tai-Feng Hsia)
- 夏台鳳在互联网电影资料库（IMDb）上的資料（英文）（英文）(Tai-Feng Xia)
- 夏台鳳在香港影庫上的簡介
- 夏台鳳的新浪微博
- 夏台鳳在豆瓣上的资料（简体中文）